# Sarcoglyphis comberi
Sarcoglyphis comberi är en orkidéart som först beskrevs av Jeffrey James Wood, och fick sitt nu gällande namn av Jeffrey James Wood. Sarcoglyphis comberi ingår i släktet Sarcoglyphis och familjen orkidéer. Inga underarter finns listade i Catalogue of Life.